# Microsoft Sans Serif
 (septembre 2020).
Si vous disposez d'ouvrages ou d'articles de référence ou si vous connaissez des sites web de qualité traitant du thème abordé ici, merci de compléter l'article en donnant les références utiles à sa vérifiabilité et en les liant à la section « Notes et références ».
MS Sans Serif ou Microsoft Sans Serif est une police de caractères linéale créée par Microsoft. Elle est distribuée avec Windows 1.0 comme police matricielle appelée Helv et est appelée MS Sans Serif dans Windows 3.1, Windows 95, Windows NT 4.0, Windows 98 et Windows Me dans lesquels elle est la police système par défaut. Elle est remplacée par Tahoma dans Windows 2000 mais une version TrueType vectorielle, appelée Microsoft Sans Serif est toujours visible dans certains éléments de l’interface.